# Leitchfield
Leitchfield är en stad (city) och administrativ huvudort (county seat) i Grayson County i delstaten Kentucky, USA. 2010 hade staden 6 699 invånare.